# 第100哈萨克步枪旅
第100哈萨克步枪旅是一支苏联红军部队，曾参加第二次世界大战。该旅于1941年12月在阿拉木图成立，刚成军时，该旅兵员的民族构成为86%哈萨克族、11%俄罗斯族、3%其他族裔。1942年8月9日，该旅从阿拉木图转移至莫斯科附近。1943年12月撤销番号。